# Daniele Giancane
Daniele Giancane (Bari, 24 settembre 1948) è un poeta, pedagogista e scrittore italiano.
È inoltre giornalista pubblicista, animatore culturale, direttore di riviste e di collane editoriali, docente universitario di Letteratura per l'infanzia.
Il suo itinerario poetico inizia nel 1969, con Vedere e non vedere (prefazione di Tommaso Fiore) e prosegue con Il monologo ininterrotto (1973), Poesie (1975), Sulla collina (1980), Il tempo rimasto (1982), Io e la scimmia pazza (1984), Marcia di utopia (1987), I santi in versi (1990), Il resto del falò (1990), Il giardino del cuore (1992), Un quarto di secolo (1995), Amore che arde in petto più del fuoco (1998), Storie dell'uomo interiore (2000), Diario dell'anima (2003), La vita inconoscibile (2006), 21 poesie metafisiche (2009), Specchio a tre facce (2012), Le aritmie del cuore (2013), Canti della tartaruga (2016).
La bibliografia dei critici che si sono interessati alla sua poesia è vastissima, da Michele Dell'Aquila a Giorgio Bàrberi Squarotti, da Raffaele Nigro a Daniele M. Pegorari, da Giuliano Manacorda a Giuseppe Zagarrio, da Marco I.de Santis a Stefano Lanuzza, da Francesco Bellino a Ettore Catalano e a tanti altri.
Diversi suoi testi poetici sono stati pubblicati all'estero, specificamente in Serbia, Albania, Romania, Spagna, Canada, Cile, India nonché a Malta.
Ha curato numerose antologie di poesia: da ricordare almeno: Vertenza Sud, antologia della poesia meridionale, 2001; Poeti della Puglia (con Raffaele Nigro, 1979); La poesia in Puglia, assieme a Marco I. de Santis (1994); Orme sull'Adriatico, poeti italiani e montenegrini, 1991; La poesia serba del Novecento, con Svetlana Stipcevic, 2005; 5 pesetas di stelle, antologia della poesia spagnola, con Anna Santoliquido; Per quelli che amiamo, poeti di Bari e di Niš, Serbia, 1994; I nostri primi trent'anni, poeti italiani e serbi,con Dragan Mraovic, 2015).
Per la sua opera di collegamento tra cultura letteraria italiana e mondo dell'Est Europa, è stato insignito della cittadinanza onoraria della città di Niš (Serbia), del premio di Vuk e de L'Anello d'oro (Belgrado). Giorgio Bàrberi Squarotti lo cita nella sua opera La civiltà letteraria in Italia (UTET).
Dirige la più longeva rivista letteraria dell'Italia meridionale: La Vallisa e coordina le attività del gruppo omonimo.
Altrettanto intensa la sua attività come saggista, con numerosi studi sulla letteratura per l'infanzia, tra i quali citeremo soltanto Alberto Manzi o il fascino dell'infanzia (1975), Per un'educazione alla pace (1986), L'abaco e l'ideogramma (1991), Giuseppe Fanciulli (1994), Le paure dei bambini (1995), Educare con la letteratura: l'itinerario narrativo di Giovanna Righini Ricci (1996), Dal Sud: letteratura per l'infanzia e immaginario meridionale (2000), Leggere che passione! (2005), Rileggere i classici (2006), C'era una volta nel mondo (2007), Progetto lettura (2009), Letteratura per l'infanzia e l'adolescenza, con Angelo Nobile e Carlo Marini(2011), Gli eroi di carta (2011), Due autrici allo specchio (2016).
Ha pubblicato una ricerca in tre volumi sulle fiabe popolari pugliesi, più un volume sulle fiabe lucane. È tra i più impegnati studiosi del teatro per ragazzi in Italia, a cui ha dedicato molte opere, fra le quali: Don Pancrazio Cucuzziello, assieme a Rino Bizzarro (1978), Angelica, Orlando & C. (1989), Ragazzi e teatro (1991), Le paure dei bambini (1995), Marionette, burattini e letteratura per l'infanzia (2002), Oltre i cancelli il cielo 2007), oltre a Facciamo teatro?(2004), tre testi teatrali per i bambini.
Altrettanto imponente la sua produzione di scrittore per ragazzi, sin da Nuovefiabe(1982), fino a Fiabe ecologiche(2009), Al bullo? Mi ribello (2011), Gli animali e noi (2013), So dire di no (2015).
Per i più piccoli ‘Le avventure di Sparagiallo’(2005)‘Federico II’(2012),'Dormi il sonno dell'ulivo', ninne-nanne e filastrocche(2015), ‘Biancalancia’(2016).
Ha scritto il romanzo per adolescenti Ragazzo d'Albania , adottato come testo di lettura in molte scuole italiane.
Come pedagogista, rammentiamo Educare oggi: una scommessa impossibile? (2012), L'utopia pedagogica (2012), Formare al Sud (2013).
Daniele Giancane ha collaborato a lungo col poeta statunitense Kenneth Koch per la messa a punto di stimolazioni alla scrittura poetica dei bambini. Su questo tema, è stato il primo -in Italia- a pubblicare un testo su esperienze guidate di poesia dei bambini: La fragola è una faccia col morbillo (1980).
Collabora con numerose riviste e con la pagina culturale de La Gazzetta del Mezzogiorno, sin dal 1980.
Per questo giornale ha pubblicato oltre cinquecento articoli.
Sulla sua opera complessiva Angela De Leo ha scritto il volume La fanciulla ermafrodita. All'Università di Chieti è stata discussa una tesi di laurea sul Nostro.
A metà del 2016 Daniele Giancane, da molti definito un "umanista", ha pubblicato 107 libri.